# Manuel Félix Díaz
Pour les articles homonymes, voir Díaz.
Manuel Félix Díaz est un boxeur dominicain né le 10 décembre 1983 à Saint-Domingue.

## Carrière
Médaillé de bronze des poids légers aux Jeux panaméricains de Saint-Domingue en 2003, il devient champion olympique en super-légers aux Jeux de Pékin en 2008 après sa victoire en finale contre le Thaïlandais Manus Boonjumnong.

## Parcours auxJeux olympiques
Jeux olympiques d'été de 2008 à Pékin (poids super-légers) :
- Bat Eduard Hambardzumyan (Arménie) 11-4
- Bat John Joe Joyce (Irlande) 11-11
- Bat Morteza Sepahvand (Iran) 11-6
- Bat Alexis Vastine (France) 12-10
- Bat Manus Boonjumnong (Thaïlande) 12-4